# 委內瑞拉安地斯山脈

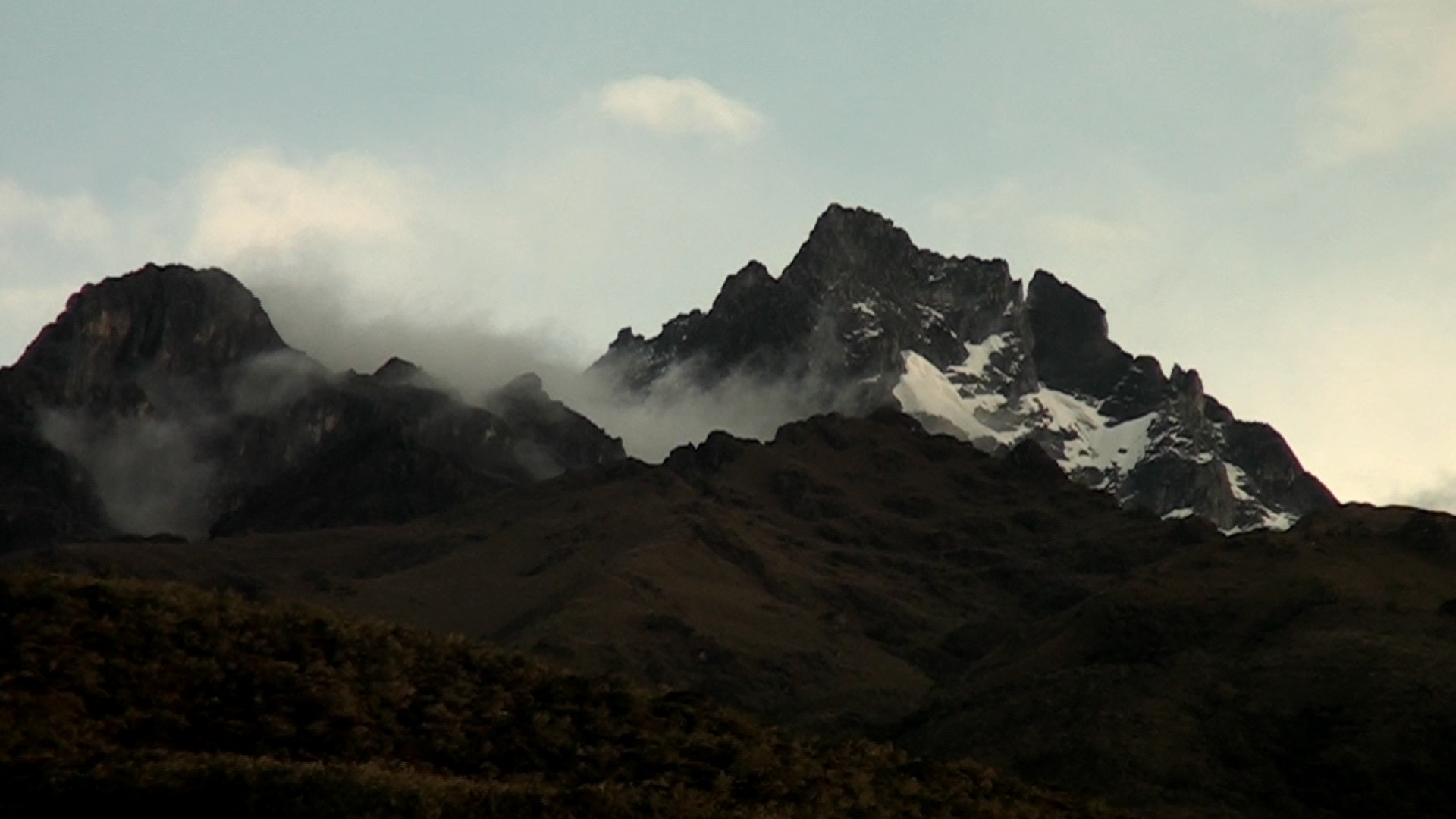

委內瑞拉安地斯山脈（Venezuelan Andes），是委內瑞拉的山脈，屬於安地斯山脈的一部分，下分梅里達山脈和佩里哈山脈，面積47,323平方公里，最高點是海拔高度4,978米的玻利瓦爾峰。
委內瑞拉安第斯山脈代表了哥倫比亞東部山脈的終端分叉，該山脈在委內瑞拉領土上由兩個山支山脈組成：佩里哈山脈（Sierra de Perijá）較小，從西南向東北稍微錯位，在委內瑞拉境內面積為7,500 km2；和面積約40,000 km2、面積更大、明顯西南向東北的梅里達山脈，通常被稱為委內瑞拉安第斯山脈。 委內瑞拉的最高點就位於這個自然區域。 它佔地約5.2%的國土面積，是委內瑞拉第四大自然區域。

## 地理
委內瑞拉安第斯山脈可分為兩部分：
- 梅里達山脈：涵蓋塔奇拉州、梅里达州和特鲁希略州的幾乎所有領土，拉腊州南部地區，以及巴里纳斯州、阿普雷州和波图格萨州西側的部分地勢較高的地區。它可以分為三個子區域：

1. 委內瑞拉西部安第斯山脈（Tamá Massif、Páramos Batallón 和 La Negra）。
2. 委內瑞拉安地斯山脈中部（南馬西索 (Macizo del Sur)、梅里达内华达山脉、庫拉塔山脈、聖多明哥山脈[3]）。
3. 委內瑞拉安地斯山脈東北部（特魯希略山脈 (Sierra de Trujillo)、 Sierra de Portuguesa、拉腊安地斯山脈）

- 佩里哈山脈：位於委內瑞拉最西端的苏利亚州，與哥伦比亚接壤。

## 地質
它們有共同的地質起源，可以追溯到第三紀早期的始新世時期，大約距今4000-5000萬年，恰逢三大構造板塊（納斯卡板塊、加勒比板块和南美洲板块）開始接觸。
在現在的委內瑞拉安第斯山脈興起之前，在寒武紀和志留紀之間，出現了所謂的原始安第斯山脈，由於受到強烈的侵蝕過程，在三疊紀（中生代），幾乎完全被削平。

## 圖庫

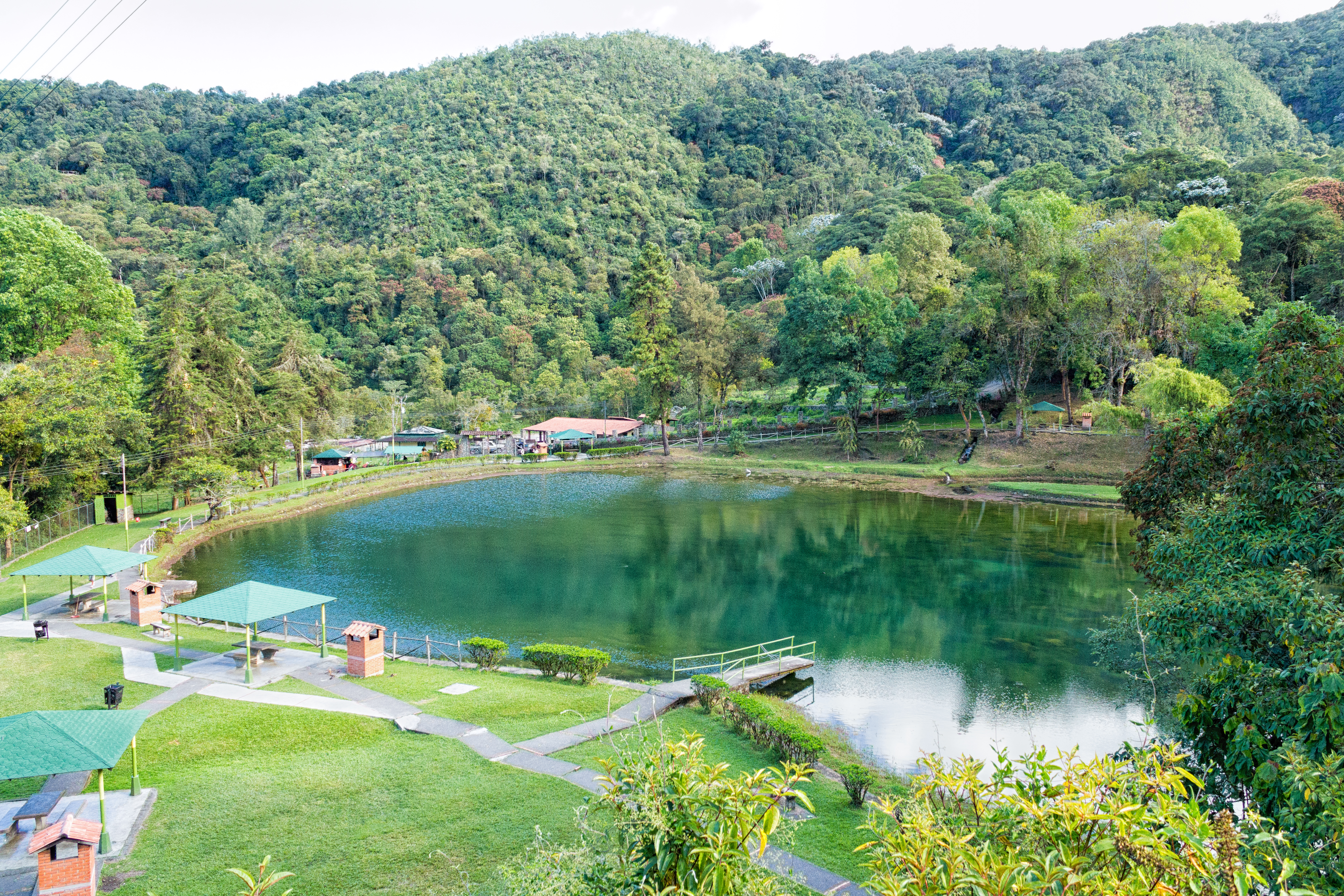
特魯希略州, 洛斯塞德羅斯潟湖 (Los Cedros Lagoon)
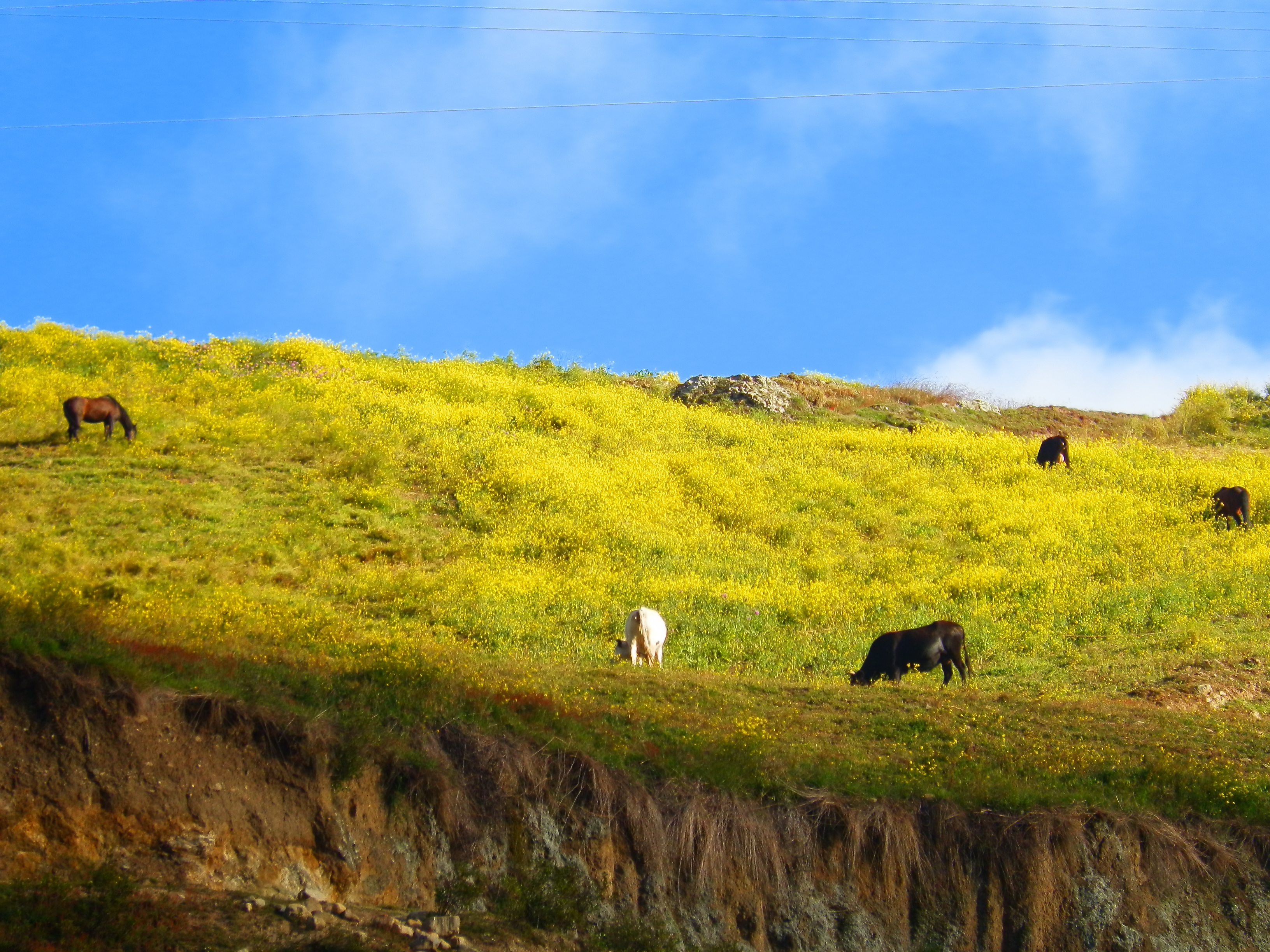
委內瑞拉安第斯山脈動物群
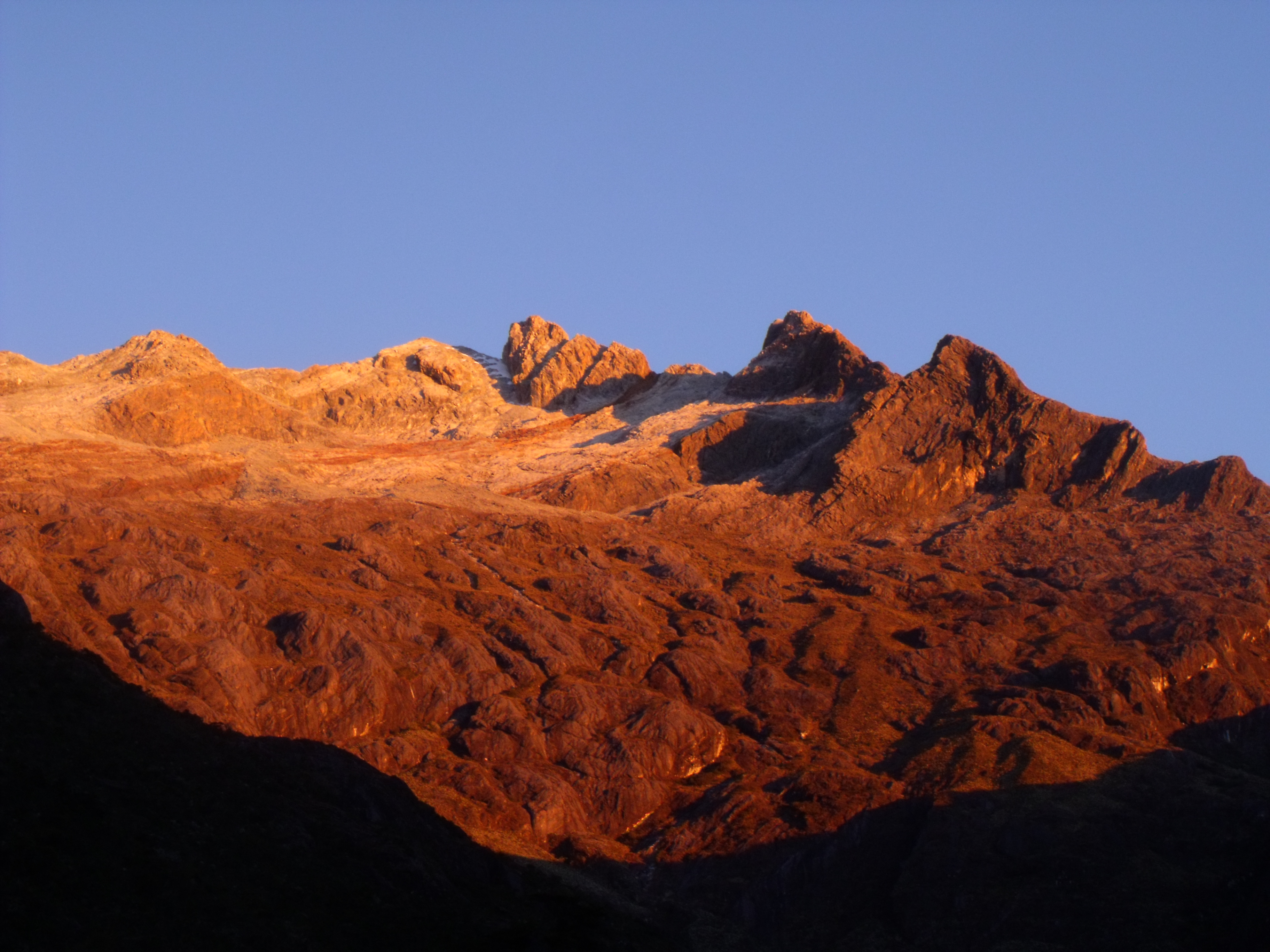
洪堡峰
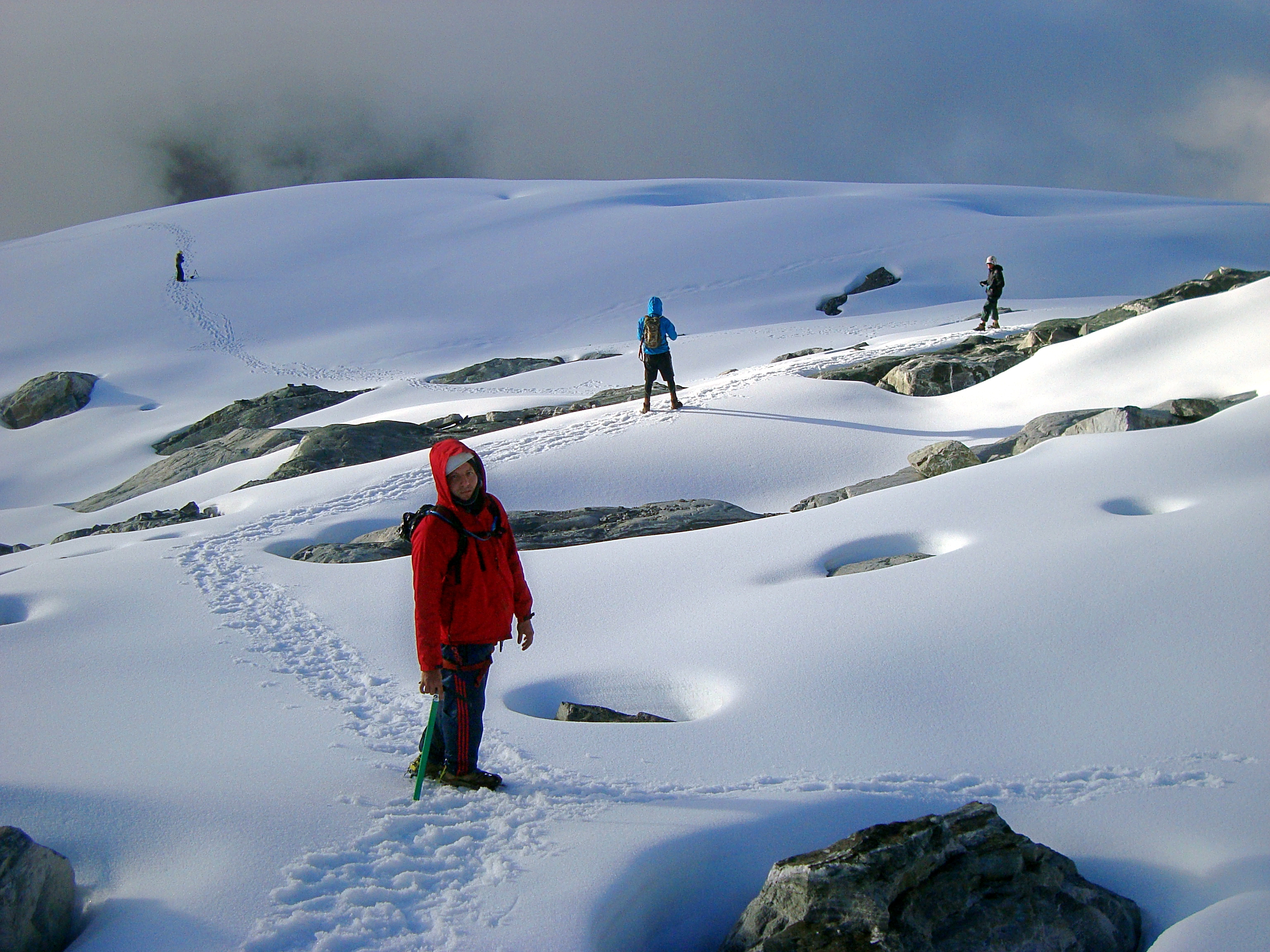
洪堡峰的雪
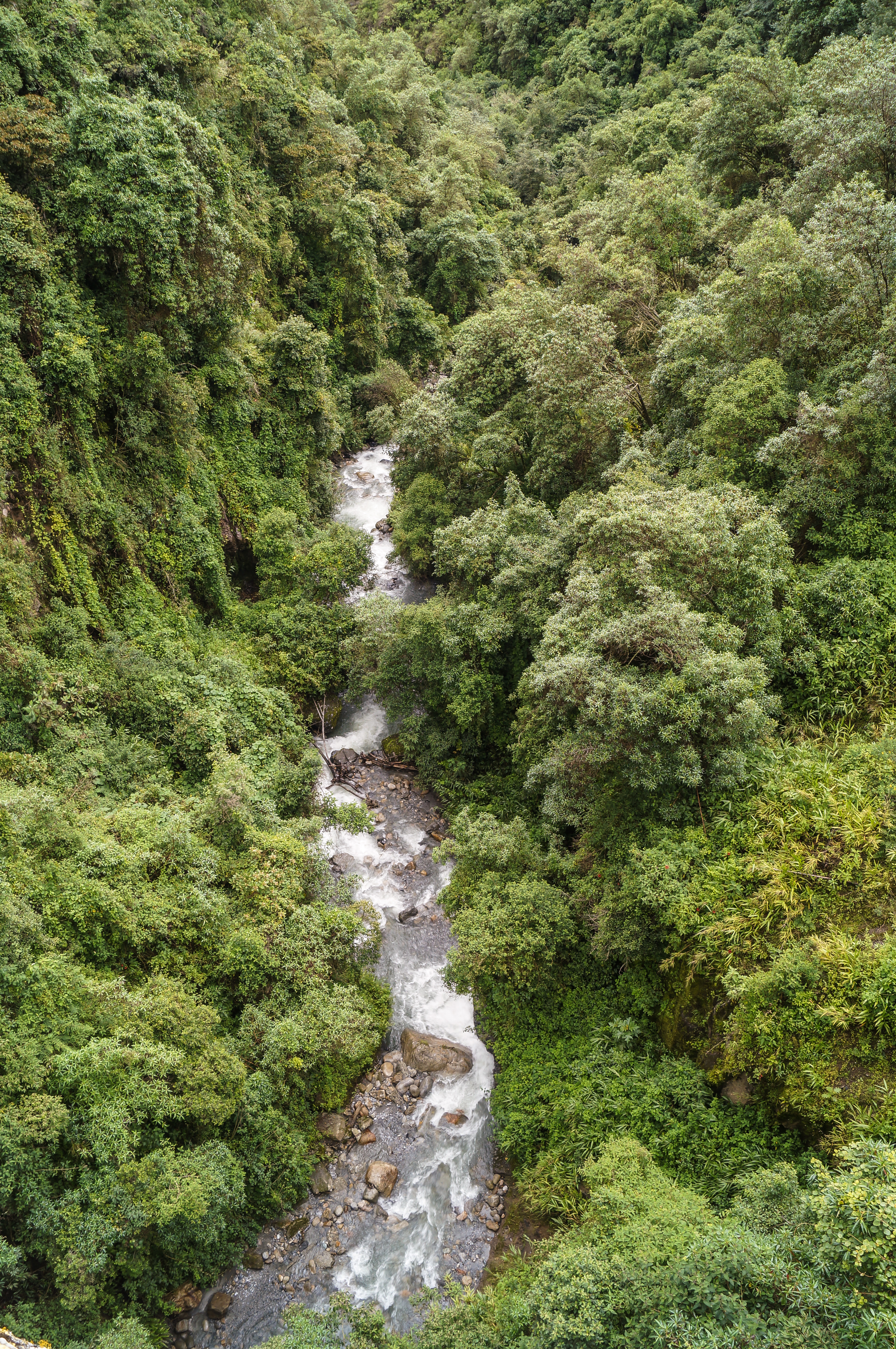
布塔雷河 (Butare River)